# Campeonato Ecuatoriano de Fútbol 1966
El Campeonato Ecuatoriano de Fútbol 1966, conocido oficialmente como «Campeonato Nacional de Fútbol 1966», fue la 8.ª edición del Campeonato nacional de fútbol profesional en Ecuador. El torneo fue organizado por la Federación Deportiva Nacional del Ecuador (luego Asociación Ecuatoriana de Fútbol, hoy Federación Ecuatoriana de Fútbol) y contó con la participación de los 16 equipos de fútbol.
Barcelona se coronó campeón por tercera vez en su historia.

## Sistema de juego
El octavo certamen del balompié nacional inició de manera distinta; para su disputa se establecieron 2 zonas. La primera, denominada zona de la Sierra, con 8 equipos, 6 de Pichincha y 2 de Tungurahua, agrupados así: en el Grupo 1, Liga Deportiva Universitaria, Universidad Católica, El Nacional y América de Ambato; en el Grupo 2, Aucas, América, Politécnico y Macará. Arrancó el 21 de agosto de 1966.
La zona de la Costa, también con 8 clubes, 6 del Guayas y 2 de Manabí, divididos así: en el Grupo 1, Emelec, 9 de Octubre, Patria y América de Manta; en el Grupo 2, Barcelona, Norte América (como equipo sorpresa), Español (también como equipo sorpresa) y River Plate de Manta. Arrancó el 28 de agosto de 1966. 
En total son 8 equipos de la Costa y 8 equipos de la Sierra.
Al octagonal final, en la que se definía el título, clasificaron los 2 primeros de cada uno de los 4 grupos. Estos 8 equipos se enfrentaron bajo la modalidad de sistema de todos contra todos, en 2 vueltas. Se dejó de una vez y para siempre, aquella extraña modalidad de no enfrentar a los equipos de una misma asociación.

## Equipos participantes
| Equipo               | Vía de clasificación                     |
| -------------------- | ---------------------------------------- |
| Emelec               | Campeón de la Copa de Guayaquil 1966.    |
| Barcelona            | Subcampeón de la Copa de Guayaquil 1966. |
| Español              | 3° Lugar de la Copa de Guayaquil 1966.   |
| Patria               | 4° Lugar de la Copa de Guayaquil 1966.   |
| Norte América        | 5° Lugar de la Copa de Guayaquil 1966.   |
| 9 de Octubre         | 6° Lugar de la Copa de Guayaquil 1966.   |
| Liga de Quito        | Campeón de la Copa Interandina 1966      |
| América de Quito     | Subcampeón de la Copa Interandina 1966   |
| El Nacional          | 3° Lugar de la Copa Interandina 1966     |
| Universidad Católica | 4° Puesto de la Copa Interandina 1966    |
| Politécnico          | 5° Puesto de la Copa Interandina 1966    |
| Aucas                | 6° Puesto de la Copa Interandina 1966    |
| América de Manta     | Campeón de la Copa Manabí 1966           |
| River Plate (Manta)  | Subcampeón de la Copa Manabí 1966        |
| Macará               | Campeón de la Copa Tungurahua 1966       |
| América de Ambato    | Subcampeón de la Copa Tungurahua 1966    |

## Equipos por ubicación geográfica
| Provincia  | N.º | Equipos                                                                                       |
| ---------- | --- | --------------------------------------------------------------------------------------------- |
| Pichincha  | 6   | - América de Quito - Aucas - El Nacional - Liga de Quito - Politécnico - Universidad Católica |
| Guayas     | 6   | - Barcelona - Emelec - Español - Norte América - Patria - 9 de Octubre                        |
| Manabí     | 2   | - América de Manta - River Plate (Manta)                                                      |
| Tungurahua | 2   | - América de Ambato - Macará                                                                  |

| América de Manta River Plate (Manta) Barcelona Emelec Español Norte América Patria 9 de Octubre Universidad Católica Politécnico Liga de Quito El Nacional Aucas América de Quito América de Ambato Macará |

## Torneos Zonales de Fútbol

### Torneo Zonal de la Sierra

#### Grupo 1

##### Partidos y resultados
| Local/Visita         | AMEA | NAC | LDU | CAT |
| -------------------- | ---- | --- | --- | --- |
| América de Ambato    |      | 0-2 | 1-3 | 3-4 |
| El Nacional          | 5-3  |     | 2-2 | 2-1 |
| Liga de Quito        | 4-1  | 1-0 |     | 3-1 |
| Universidad Católica | 4-0  | 1-4 | 0-3 |     |

##### Tabla de posiciones
|  |  |    | Equipo               | PJ | PG | PE | PP | GF | GC | DG  | PTS |
|  |  | -- | -------------------- | -- | -- | -- | -- | -- | -- | --- | --- |
|  |  | 1. | Liga de Quito        | 6  | 5  | 1  | 0  | 16 | 5  | +11 | 11  |
|  |  | 2. | El Nacional          | 6  | 4  | 1  | 1  | 15 | 8  | +7  | 9   |
|  |  | 3. | Universidad Católica | 6  | 2  | 0  | 4  | 11 | 15 | -4  | 4   |
|  |  | 4. | América de Ambato    | 6  | 0  | 0  | 6  | 8  | 22 | -14 | 0   |

PJ = Partidos jugados; PG = Partidos ganados; PE = Partidos empatados; PP = Partidos perdidos; GF = Goles a favor; GC = Goles en contra; DG = Diferencia de gol; PTS = Puntos
|  | Clasificaron al Octagonal final. |

### Evolución de la clasificación
| Equipo / Fecha       | 01 | 02 | 03 | 04 | 05 | 06 |
| -------------------- | -- | -- | -- | -- | -- | -- |
| Liga de Quito        | 3  | 2  | 2  | 1  | 1  | 1  |
| El Nacional          | 2  | 1  | 1  | 2  | 2  | 2  |
| Universidad Católica | 1  | 3  | 3  | 3  | 3  | 3  |
| América de Ambato    | 4  | 4  | 4  | 4  | 4  | 4  |

#### Grupo 2

##### Partidos y resultados
| Local/Visita     | AME | AUC | MAC | POL |
| ---------------- | --- | --- | --- | --- |
| América de Quito |     | 0-0 | 8-0 | 2-2 |
| Aucas            | 2-0 |     | 0-1 | 2-1 |
| Macará           | 0-0 | 3-2 |     | 2-3 |
| Politécnico      | 0-0 | 0-0 | 2-1 |     |

##### Tabla de posiciones
|  |  |    | Equipo           | PJ | PG | PE | PP | GF | GC | DG | PTS |
|  |  | -- | ---------------- | -- | -- | -- | -- | -- | -- | -- | --- |
|  |  | 1. | Politécnico      | 6  | 2  | 3  | 1  | 8  | 7  | +1 | 7   |
|  |  | 2. | Aucas            | 6  | 2  | 2  | 2  | 6  | 5  | +1 | 6   |
|  |  | 3. | América de Quito | 6  | 1  | 4  | 1  | 10 | 4  | 6  | 6   |
|  |  | 4. | Macará           | 6  | 2  | 1  | 3  | 7  | 15 | -8 | 5   |

PJ = Partidos jugados; PG = Partidos ganados; PE = Partidos empatados; PP = Partidos perdidos; GF = Goles a favor; GC = Goles en contra; DG = Diferencia de gol; PTS = Puntos
|  | Clasificaron al Octagonal final. |

### Torneo Zonal de la Costa

#### Grupo 1

##### Partidos y resultados
| Local/Visita     | AMEM | EME | PAT | 9OC |
| ---------------- | ---- | --- | --- | --- |
| América de Manta |      | 3-1 | 0-1 | 2-1 |
| Emelec           | 3-0  |     | 0-1 | 0-1 |
| Patria           | 3-0  | 0-3 |     | 0-1 |
| 9 de Octubre     | 2-0  | 0-4 | 0-2 |     |

##### Tabla de posiciones
|  |  |    | Equipo           | PJ | PG | PE | PP | GF | GC | DG | PTS |
|  |  | -- | ---------------- | -- | -- | -- | -- | -- | -- | -- | --- |
|  |  | 1. | Patria           | 6  | 4  | 0  | 2  | 7  | 4  | +3 | 8   |
|  |  | 2. | Emelec           | 6  | 3  | 0  | 3  | 11 | 5  | +6 | 6   |
|  |  | 3. | 9 de Octubre     | 6  | 3  | 0  | 3  | 5  | 8  | -3 | 6   |
|  |  | 4. | América de Manta | 6  | 2  | 0  | 4  | 5  | 11 | -6 | 4   |

PJ = Partidos jugados; PG = Partidos ganados; PE = Partidos empatados; PP = Partidos perdidos; GF = Goles a favor; GC = Goles en contra; DG = Diferencia de gol; PTS = Puntos
|  | Clasificaron al Octagonal final. |

#### Grupo 2

##### Partidos y resultados
| Local/Visita        | BAR | CDE | NAM | RIVM |
| ------------------- | --- | --- | --- | ---- |
| Barcelona           |     | 1-0 | 3-0 | 3-2  |
| Español             | 0-0 |     | 1-0 | 4-2  |
| Norte América       | 3-5 | 0-3 |     | 2-1  |
| River Plate (Manta) | 0-4 | 3-1 | 2-1 |      |

##### Tabla de posiciones
|  |  |    | Equipo              | PJ | PG | PE | PP | GF | GC | DG  | PTS |
|  |  | -- | ------------------- | -- | -- | -- | -- | -- | -- | --- | --- |
|  |  | 1. | Barcelona           | 6  | 5  | 1  | 0  | 16 | 5  | +11 | 11  |
|  |  | 2. | Español             | 6  | 3  | 1  | 2  | 9  | 6  | +3  | 7   |
|  |  | 3. | River Plate (Manta) | 6  | 2  | 0  | 4  | 10 | 15 | -5  | 4   |
|  |  | 4. | Norte América       | 6  | 1  | 0  | 5  | 6  | 15 | -9  | 2   |

PJ = Partidos jugados; PG = Partidos ganados; PE = Partidos empatados; PP = Partidos perdidos; GF = Goles a favor; GC = Goles en contra; DG = Diferencia de gol; PTS = Puntos
|  | Clasificaron al Octagonal final. |

## Octagonal final

### Partidos y resultados
| Local/Visita  | AUC | BAR | NAC | EME | CDE | LDU | PAT | POL |
| ------------- | --- | --- | --- | --- | --- | --- | --- | --- |
| Aucas         |     | 1-1 | 1-1 | 1-1 | 0-1 | 4-2 | 0-1 | 2-2 |
| Barcelona     | 2-1 |     | 1-0 | 0-0 | 2-1 | 2-0 | 3-1 | 4-0 |
| El Nacional   | 0-0 | 1-1 |     | 4-1 | 1-0 | 2-1 | 1-1 | 1-2 |
| Emelec        | 4-0 | 1-0 | 3-0 |     | 3-1 | 3-1 | 2-1 | 3-0 |
| Español       | 4-1 | 2-4 | 1-2 | 1-3 |     | 2-2 | 1-4 | 1-2 |
| Liga de Quito | 5-1 | 1-1 | 1-1 | 1-0 | 4-2 |     | 3-1 | 3-1 |
| Patria        | 2-1 | 0-1 | 0-0 | 2-1 | 3-2 | 1-0 |     | 1-2 |
| Politécnico   | 2-0 | 1-1 | 3-1 | 1-2 | 4-1 | 4-5 | 3-1 |     |

### Tabla de posiciones
|      |  |    | Equipo        | PJ | PG | PE | PP | GF | GC | DG  | PTS |
| ---- |  | -- | ------------- | -- | -- | -- | -- | -- | -- | --- | --- |
| (C)  |  | 1. | Barcelona     | 14 | 8  | 5  | 1  | 23 | 10 | +13 | 21  |
| (SC) |  | 2. | Emelec        | 14 | 9  | 2  | 3  | 27 | 13 | +14 | 20  |
|      |  | 3. | Politécnico   | 14 | 7  | 2  | 5  | 27 | 26 | +1  | 16  |
|      |  | 4. | Liga de Quito | 14 | 6  | 3  | 5  | 29 | 25 | +4  | 15  |
|      |  | 5. | Patria        | 14 | 6  | 2  | 6  | 19 | 20 | -1  | 14  |
|      |  | 6. | El Nacional   | 14 | 4  | 6  | 4  | 15 | 16 | -1  | 14  |
|      |  | 7. | Aucas         | 14 | 1  | 5  | 8  | 13 | 28 | -15 | 7   |
|      |  | 8. | Español       | 14 | 2  | 1  | 11 | 20 | 35 | -15 | 5   |

PJ = Partidos jugados; PG = Partidos ganados; PE = Partidos empatados; PP = Partidos perdidos; GF = Goles a favor; GC = Goles en contra; DG = Diferencia de gol; PTS = Puntos
| (C)  | Campeón, clasificó a la Copa Libertadores 1967.    |
| (SC) | Subcampeón, clasificó a la Copa Libertadores 1967. |

### Campeón
|                                             |
|                                             |
| Campeón Barcelona Sporting Club 3.er título |

## Goleadores
| Jugador          | Equipo        | Goles |
| ---------------- | ------------- | ----- |
| Coutinho         | Liga de Quito | 13    |
| Ely Durante      | Emelec        | 9     |
| Valerio Ferreira | Politécnico   | 7     |